# Карабау (Кзилкогинський район)
Караба́у (каз. Қарабау) — село у складі Кзилкогинського району Атирауської області Казахстану. Адміністративний центр та єдиний населений пункт Кизилкогинського сільського округу.
Населення — 1311 осіб (2021; 1420 у 2009, 1523 у 1999, 2205 у 1989).